# András Sallay
András Sallay (15 dicembre 1953) è un ex danzatore su ghiaccio ungherese.
Nel corso della sua carriera ha gareggiato in coppia con Krisztina Regőczy.

## Palmarès
| Internazionali            | Internazionali | Internazionali | Internazionali | Internazionali | Internazionali | Internazionali | Internazionali | Internazionali | Internazionali | Internazionali | Internazionali |
| Evento                    | 1969–70        | 1970–71        | 1971–72        | 1972–73        | 1973–74        | 1974–75        | 1975–76        | 1976–77        | 1977–78        | 1978–79        | 1979–80        |
| ------------------------- | -------------- | -------------- | -------------- | -------------- | -------------- | -------------- | -------------- | -------------- | -------------- | -------------- | -------------- |
| Giochi olimpici invernali |                |                |                |                |                |                | 5°             |                |                |                | 2°             |
| Campionati mondiali       |                |                |                | 13°            | 6°             | 6°             | 4°             | 4°             | 3°             | 2°             | 1°             |
| Campionati europei        | 13°            | 14°            | 11°            | 10°            | 7°             | 6°             | 4°             | 2°             | 3°             | 3°             | 2°             |
| Skate America             |                |                |                |                |                |                |                |                |                |                | 1°             |
| Skate Canada              |                |                |                |                |                |                |                |                |                | 1°             |                |
| Nazionali                 |                |                |                |                |                |                |                |                |                |                |                |
| Campionati ungheresi      |                |                | 1°             | 1°             | 1°             | 1°             | 1°             | 1°             | 1°             | 1°             | 1°             |